# 杜西納河
杜西納河（烏克蘭語：Дусина），是烏克蘭西部的河流，屬於斯瓦利亞夫卡河的左支流。該河發源自羅索什東南面，流經外喀爾巴阡州的穆卡切沃區，河道全長13公里，流域面積79.2平方公里。